# Сент-Джеймс (Мічиган)
Сент-Джеймс (англ. St. James) — переписна місцевість (CDP) в США, в окрузі Шарлевуа штату Мічиган. Населення — 145 осіб (2020).

## Географія
Сент-Джеймс розташований за координатами 45°44′34″ пн. ш. 85°31′48″ зх. д. / 45.74278° пн. ш. 85.53000° зх. д. (45.742671, -85.530064).  За даними Бюро перепису населення США в 2010 році переписна місцевість мала площу 2,67 км², з яких 2,67 км² — суходіл та 0,01 км² — водойми.

## Демографія
Згідно з переписом 2010 року, у переписній місцевості мешкало 205 осіб у 106 домогосподарствах у складі 57 родин. Густота населення становила 77 осіб/км².  Було 255 помешкань (95/км²).
Расовий склад населення:
| - 95,1 % — білих - 4,4 % — корінних американців |

До двох чи більше рас належало 0,5 %. Частка іспаномовних становила 0,5 % від усіх жителів.
За віковим діапазоном населення розподілялося таким чином: 17,1 % — особи молодші 18 років, 55,6 % — особи у віці 18—64 років, 27,3 % — особи у віці 65 років та старші. Медіана віку мешканця становила 53,2 року. На 100 осіб жіночої статі у переписній місцевості припадало 101,0 чоловіків;  на 100 жінок у віці від 18 років та старших — 102,4 чоловіків також старших 18 років.
Середній дохід на одне домашнє господарство  становив 47 406 доларів США (медіана — 35 750), а середній дохід на одну сім'ю — 66 189 доларів (медіана — 58 125). За межею бідності перебувало 8,4 % осіб, у тому числі 13,5 % дітей у віці до 18 років та 3,4 % осіб у віці 65 років та старших.
Цивільне працевлаштоване населення становило 92 особи. Основні галузі зайнятості: транспорт — 28,3 %, освіта, охорона здоров'я та соціальна допомога — 17,4 %, мистецтво, розваги та відпочинок — 9,8 %, публічна адміністрація — 7,6 %.